# Jusepe de Ribera
Jusepe de Ribera (eredeti nevén José de Ribera, itáliai ragadványnevén lo Spagnoletto, azaz „a kis spanyol”; Játiva, 1588. január 12. – Nápoly, 1652. szeptember 2.) spanyol festő. Főként Nápolyban működött.

## Életpályája
José de Ribera néven Játivában született, Valencia tartományban. Eleinte Ribalta tanítványa volt Valenciában, de már fiatal korában Nápolyba került; innen Rómába ment. Parmában Correggio műveit tanulmányozta; valószínű, hogy Velencében is járt és talán Michelangelo da Caravaggio befolyása alatt is állhatott. Tanulmányútjai után Nápolyban telepedett le. Rendkívüli befolyásra tett szert, Pedro Téllez-Girónnak, Osuna 1. hercegének, Nápoly spanyol alkirályának az udvari festője lett.
- Szent Tamás, 1630/35 (Prado)
- Szent András mártíromsága, 1628. (Szépművészeti Múzeum, Budapest)

## Főbb művei
A nápolyi székesegyházban van a Szent Januáriuszt a tüzes kemencében ábrázoló képe, az ottani Szent Márton karthauzi kolostor templomában többek közt a Krisztus levételét a keresztről ábrázoló hatalmas festmény, a salamancai Ágoston-rendi templomban a Concepción (Szeplőtelen fogantatás).
A madridi Prado képtárban mintegy 60 képe látható, melyek művészetét minden oldalról bemutatják, de képviselve van minden nagyobb gyűjteményben is. Különösen híresek: Mária Magdolna képe (drezdai képtár); Krisztus sírba tétele, A pásztorok imádása (Párizs, Louvre);  Krisztus az írástudók között, Krisztus útja a vesztőhelyre (Bécsi Szépművészeti Múzeum). Jellemző és jó képei vannak a budapesti Szépművészeti Múzeumban is (523., 526., 527., 532. sz.), közöttük a Szent András vértanúságát ábrázoló kép (1628, 523. sz.).